# Statutarstadt (Österreich)
Eine Statutarstadt, in Österreich allgemein als Stadt mit eigenem Statut bezeichnet, ist eine Stadt, die sich von den Gemeinden durch ein eigenes, landesgesetzlich erlassenes Stadtstatut (oder Stadtrecht) unterscheidet, das jene Fragen regelt, die für die übrigen Gemeinden in der Gemeindeordnung geregelt werden. Eine zweite Besonderheit ist, dass diese Städte keinem von einer Bezirkshauptmannschaft verwalteten politischen Bezirk angehören, sondern dass der Bürgermeister als Bezirksverwaltungsbehörde tätig wird. Zurzeit gibt es 15 Städte mit eigenem Statut (wozu auch Wien zählt, das gleichzeitig ein Bundesland ist und damit einen Sonderfall darstellt).
Im Burgenland ist nach ungarischer Tradition die Bezeichnung Freistadt üblich.

## Organisation und Kompetenzen

### Rechtliche Grundlagen
In Österreich sind alle Gemeinden aufgrund der Bundesverfassung grundsätzlich gleich organisiert, unabhängig davon, ob die Gemeinde etwa eine industrielle Großstadt ist oder eine landwirtschaftliche Kleingemeinde. Diese Fiktion der Einheitsgemeinde war für die Städte mit eigenem Statut, die zum Teil schon in der Monarchie besondere Rechte hatten, nicht zu halten.
Gemäß Art. 116 Abs. 3 B-VG ist einer Gemeinde mit mehr als 20.000 Einwohnern auf ihren Antrag hin durch Landesgesetz ein eigenes Statut zu verleihen, wenn Landesinteressen dadurch nicht gefährdet werden. Ein solcher Gesetzesbeschluss durfte bis 31. Jänner 2019 nur mit Zustimmung der Bundesregierung kundgemacht werden. Diese Bestimmung wurde durch die Gemeindeverfassungsnovelle 1962 eingeführt. Bereits bestehende Statutarstädte, also insbesondere auch solche mit unter 20.000 Einwohnern, nämlich Eisenstadt, Waidhofen an der Ybbs und Rust, blieben bestehen. So wurden sämtliche zuvor bereits bestehenden Statutarstädte übergeleitet, die einzige Verleihung eines neuen Statuts fand noch vor dem Inkrafttreten des Art. 116 Abs. 3 B-VG statt: per 1. Jänner 1964 an Wels.
Statutarstädte sind grundsätzlich bevölkerungsreiche Städte mit überregionaler Bedeutung. So sind etwa alle Landeshauptstädte außer Bregenz Städte mit eigenem Statut. Vorarlberg ist das einzige Bundesland ohne eine Statutarstadt.
Abzugrenzen sind die Statutarstädte von den Stadtgemeinden, die außer dem Titel Stadt über keine besondere Rechtsstellung verfügen.

### Rechtliche Besonderheiten
Die Städte mit eigenem Statut weisen gegenüber den Einheitsgemeinden rechtliche Besonderheiten auf. Dies ist zunächst das eigene Stadtrecht (Statut) als Sonderorganisationsgesetz, in dem der Landesgesetzgeber der Stadt eine maßgeschneiderte Verfassung verleihen kann. Etwa kennen die Statute für Linz, Wels und Steyr verglichen mit der oberösterreichischen Gemeindeordnung eine wesentlich weniger strenge Gemeindeaufsicht durch das Land Oberösterreich, zusätzliche Organe wie den Magistrat und die einzelnen Mitglieder des Stadtsenates und eine gänzlich andere Zuständigkeitsordnung.
In den Städten mit eigenem Statut ist als Hilfsorgan der Magistrat mit dem Magistratsdirektor als Leiter eingerichtet. Der Magistratsdirektor muss das Studium der Rechtswissenschaften abgeschlossen haben. Er ist kraft Verfassung Leiter des inneren Dienstes. Dies bedeutet, dass er in Angelegenheiten der Organisation der personellen Mittel und der Sachmittel und Vorsorge für den einheitlichen und geregelten Geschäftsgang (siehe etwa § 37 Abs. 3 Statut für die Landeshauptstadt Linz 1992) Leitungs- und Weisungsbefugnisse hat, ohne unmittelbar mit dem Bürgermeister als Vorstand des Magistrates Rücksprache halten zu müssen. In Ausübung dieser Leitungsfunktion dürfen jedoch keine Rechte oder Pflichten begründet oder abgeändert werden (Bereich normloser Verwaltungsakte der inneren Verwaltungsorganisation).
Ein weiterer Unterschied ist, dass für Städte mit eigenem Statut kraft Verfassung keine Bezirkshauptmannschaft zuständig ist. Die Aufgaben der Bezirksverwaltungsbehörde nimmt stattdessen der Bürgermeister im übertragenen Wirkungsbereich wahr. Er ist daher etwa für die Bewilligung von Betriebsanlagen und die Durchführung bestimmter Verwaltungsstrafverfahren zuständig.
Bis auf die Statutarstädte Rust, Waidhofen an der Ybbs und Wien sind alle Statutarstädte Sitz von mindestens einer Bezirkshauptmannschaft eines Nachbarbezirkes, in Linz sind es mit der Bezirkshauptmannschaft Linz-Land und Urfahr-Umgebung zwei.
Nicht unmittelbar mit der Stellung als Statutarstadt verbunden ist die Besonderheit, dass die Landespolizeidirektionen als Sicherheitsbehörde erster Instanz fungieren und damit eine Aufgabe wahrnehmen, die sonst der Bezirksverwaltungsbehörde zukommt. Dies ist auch in den Stadtgemeinden Leoben und Schwechat der Fall, nicht aber in den Statutarstädten Krems und Waidhofen an der Ybbs.

## Geschichte
Älteste Statutarstädte sind:
- Graz (Landeshauptstadt der Steiermark),
- Klagenfurt (Landeshauptstadt von Kärnten),
- Innsbruck (Landeshauptstadt von Tirol) und bis 1919 auch:
  - Bozen,
  - Trient und
  - Rovereto,
- Linz (Landeshauptstadt von Oberösterreich),
- Salzburg (Landeshauptstadt von Salzburg) sowie
- Wien (Bundeshauptstadt von Österreich),

die alle bereits 1850 ein eigenes Statut verliehen bekamen, soweit sie es nicht schon seit langem besaßen.
- Die burgenländischen Städte Eisenstadt und Rust waren seit dem 17. Jahrhundert als ungarische Freistädte definiert.
- Jüngste Statutarstadt ist Wels in Oberösterreich (seit 1. Jänner 1964): Der Stadt wurde im Zusammenhang mit der Gemeindeverfassungsnovelle 1962, aber noch vor deren Inkrafttreten, ein eigenes Statut verliehen.

Die Verleihungsjahre und -vorgänge sind in der Liste der Städte im Detail angeführt.
Zahlreiche Gemeinden, die keine Statutarstädte sind, haben heute mehr als 20.000 Einwohner. Es werden aber keine Anträge auf Verleihung eines Statutes gestellt. In der Vergangenheit war dafür sicherlich ein Grund, dass die Besorgung der Bezirksverwaltungsaufgaben im Finanzausgleich nur unzureichend abgegolten worden ist.
2014 versuchte die überparteiliche Bürgerplattform „Kernraumfusion“ zu erwirken, dass durch Fusion von neun steirischen Gemeinden im Bezirk Voitsberg eine neue Stadt entsteht, die auch den Status einer Statutarstadt erlangen soll. Ebenso stand im Zuge der Ende 2016 durchgeführten Auflösung des Bezirks Wien-Umgebung die Umwandlung der Stadt Klosterneuburg zu einer Statutarstadt neben anderen Optionen zur Diskussion, wurde aber nicht realisiert.
Als Interessenvertretung der Städte und größeren Gemeinden – einschließlich der Statutarstädte – fungiert der von ihnen finanzierte Österreichische Städtebund.

## Liste
| * Stadt:              | Name der Stadt                                      |
| * Wappen:             | Stadtwappen                                         |
| * Kfz:                | Kfz-Kennzeichen                                     |
| * Bundesland:         | Name des Bundeslandes                               |
| * Karte:              | Die Lage der Stadt in Österreich                    |
| * Einw.:              | Einwohner (Stand 1. Jänner 2025)                    |
| * Fläche in km²:      | Fläche in Quadratkilometern (Stand: 1. Jänner 2024) |
| * Dichte (Ew. / km²): | Anzahl der Einwohner pro Quadratkilometer           |
| * Statut seit:        | Verleihungsjahr des Statuts und Quelle dazu         |
| * GKZ:                | Amtlicher Gemeindeschlüssel (Gemeindekennzahl)      |
| * Bild:               | Ein Bild aus der Stadt                              |

| \| \| |
|       |

|  |

| \| \| |
|       |

|  |

| \| \| |
|       |

|  |

| \| \| |
|       |

|  |

| \| \| |
|       |

|  |

| \| \| |
|       |

|  |

| \| \| |
|       |

|  |

| \| \| |
|       |

|  |

| \| \| |
|       |

|  |

| \| \| |
|       |

|  |

| \| \| |
|       |

|  |

| \| \| |
|       |

|  |

| \| \| |
|       |

|  |

| \| \| |
|       |

|  |

| \| \| |
|       |

|  |

1. ↑  Zuvor seit 1648 ungarische Freistadt
2. ↑  Zuvor seit 1681 ungarische Freistadt
3. ↑  Bis 1920 Teil Niederösterreichs (siehe Landesregierung und Stadtsenat Reumann#Wien wird 1920 Bundesland)